# Zunilito
Zunilito är en kommun i Guatemala.   Den ligger i departementet Departamento de Suchitepéquez, i den sydvästra delen av landet, 110 km väster om huvudstaden Guatemala City. Kommunen är belägen 790 meter över havet och täcker en yta på 78 km².